# 内向の世代
内向の世代（ないこうのせだい）とは、1930年代に生まれ、1965年から1974年にかけて抬頭した一連の作家を指す、日本文学史上の用語である。

## 概要
1971年に文芸評論家の小田切秀雄が初めて用いたとされる。小田切は「60年代における学生運動の退潮や倦怠、嫌悪感から政治的イデオロギーから距離をおきはじめた(当時の)作家や評論家」と否定的な意味で使った。主に自らの実存や在り方を内省的に模索したとされる。

## 代表的な作家
代表的な作家として、古井由吉、黒井千次、日野啓三、後藤明生、坂上弘、小川国夫、高井有一、阿部昭、柏原兵三などがあげられる。大庭みな子、富岡多恵子、上田三四二や、この一派の擁護に回った秋山駿、柄谷行人などの文芸評論家を含める場合もある。

## 雑誌『文体』
1977年から、後藤明生、古井由吉、坂上弘、高井有一を責任編集者として、平凡社から季刊雑誌『文体』が刊行されている。彼らが作品を執筆し、座談会にも出席する雑誌であった。